# Vol Meridian 3032
Le vol Meridian 3032 (MEM3032) est un Antonov An-12BK, exploité par la société ukrainienne Meridian Ltd, qui s'est écrasé à Paleochóri, près de Kavála, en Grèce, alors qu'il tentait d'effectuer un atterrissage d'urgence à l'aéroport international de Kavala,,.

## Circonstances
L'avion-cargo construit en 1971 est immatriculé UR-CIC (numéro de série 01347701) et appartenait à la société ukrainienne Meridian Ltd. Cette dernière fondée le 11 juillet 2003 n'exploite que ce type d'appareil et a acquis celui-ci le 26 janvier 2022.
Il transportait 11,5 tonnes d'armes et munitions produites par la société serbe Valir dont des obus éclairants et des obus d’exercices de mortier commandé par le ministère de la défense du Bangladesh. Il a décollé de l'aéroport Constantin-le-Grand de Niš à 20 h 40  (18 h 40 GMT)  et devait faire une escale de ravitaillement à l'aéroport international Reine-Alia, en Jordanie. Il avait à bord un équipage double totalisant huit personnes, tous ukrainiens, selon le directeur général de la compagnie Meridian.
Selon des médias, l'avion venait de demander une autorisation d'atterrissage d'urgence sur l'aéroport international de Kavala, mais n'a pas réussi la manœuvre à temps.